# 染谷夏子
染谷 夏子（そめや なつこ、1982年5月13日 - ）は、日本の女優。埼玉県出身。

## 概説
愛称は「なっちゃん」。
血液型A型。身長168cm。体重46kg。スリーサイズB80・W58・H84。特技はクラシックバレエ。趣味は韓国語、ジャズダンス。

## 出演

### テレビドラマ
2006年
- 富豪刑事DX（テレビ朝日） - セレブ役

2007年
- 相棒 Season V（テレビ朝日） - 南恵梨香役
- Xenos（テレビ東京) - OL役
- LIAR GAME（フジテレビ） - 事務局員役
- 働きマン（(日本テレビ） - 韓国女性役

2008年
- アテンションプリーズSP（フジテレビ） - 中国人キャビンアテンダント役
- 乙女のパンチ（NHK） - モデル役
- ラスト・フレンズ（フジテレビ） - タケル（瑛太）のモデル役
- キャットストリート（NHK） - 女優役
- ザ・クイズショウ（日本テレビ） - 田崎（片桐仁）のレギュラーアシスタント役
- セレブと貧乏太郎（フジテレビ） - アリス社長（上戸彩）のレギュラー社員 龍崎碧役

2009年
- 銭ゲバ（日本テレビ） - 緑（ミムラ）の準レギュラー同級生役
- O型女が結婚する方法（フジテレビ） - 幸恵（香椎由宇）のレギュラー同僚店員役
- 松本清張生誕100年スペシャル・夜光の階段（テレビ朝日） - 道夫（藤木直人）の幼少時代の母親　準レギュラー佐山槙子役
- アタシんちの男子（フジテレビ） - 時田（山本耕史）の部下役
- 夏の秘密（東海テレビ） - 伊織（瀬川亮）の妹　準レギュラー吉川みのり役
- ブザー・ビート〜崖っぷちのヒーロー〜（フジテレビ） - ヴィーナスストリングスのバイオリニスト役
- 華麗なるスパイ（日本テレビ） - 鎧井京介（長瀬智也）のレギュラー秘密諜報部の美女役
- アンタッチャブル〜事件記者・鳴海遼子〜（テレビ朝日） - 桂木ミチル（高橋ひとみ）の特別会員受付役
- おひとりさま（TBS） - 宮本絵梨（前田安友菜）の母親役
- 不毛地帯（フジテレビ） - 浜中紅子（天海祐希）のル・ボア店員役

### 映画
- 花より男子F（2008年）
- BABY BABY BABY! -ベイビィ ベイビィ ベイビィ-（2009年）
- 沈まぬ太陽（2009年）
- 彼岸島（2010年）

### CM
- ディノス「パーフェクトボディー」（2006年）
- サントリー「ダイエット」（2007年）
- クラシエ薬品「コッコアポS錠」（2007年）
- 花王「アジエンス」（2008年）
- ドラマ長生き戦争×ドコモ連動（2008年）

### VP
- ワコール（2006年）
- anew（アニュー自然食品）（2006年）
- 東芝「顔認識ドアロックシステム」（2007年）

### モデル
- ストックフィルム（2007年）
- マキアレーベル化粧品（2007年）
- ディズニー番組「WAKUWAKU TDR」（2007年）
- 三菱電機 加湿空気清浄器 パンフレット（2007年）
- アートネイチャー パンフレット（2007年）
- 通販DJサウナスーツ（2008年）
- ガスト（2009年）